# Hapū
La hapū è l'unità politica base della società maori.

## Definizione
Una hapū è una divisione degli iwi, le tribù māori, spesso tradotta come sub-tribù. I membri sono determinati per discendenza genealogica, infatti le hapū sono formate da un certo numero di whānau, le famiglie estese.
Letteralmente questa parola si traduce come "incinta", "gravida", che è una metafora che descrive la connessione genealogica tra i membri delle hapū.